# 8197 Mizunohiroshi
A 8197 Mizunohiroshi (ideiglenes jelöléssel 1993 VX) a Naprendszer kisbolygóövében található aszteroida. Kobajasi Takao fedezte fel 1993. november 15-én.